# ジョーイ・アーチボルト
ジョーイ・アーチボルト（Joey Archibald、1914年2月20日 - 1998年2月3日）は、アメリカ合衆国。ロードアイランド州出身の元プロボクサー。元世界フェザー級チャンピオン。

## 略歴
アイルランド系。1932年プロ入り。1938年10月17日、マイク・ベロイズに判定勝ちしてニューヨーク州公認世界フェザー級チャンピオンとなる。
1939年4月18日、NBA世界フェザー級王者レオ・ロダックと王座統一戦を行い、判定で下してタイトルを吸収した。同年9月28日、ハリー・ジェフラを判定で退け初防衛に成功。
翌1940年5月20日、ジェフラの再挑戦に屈し王座を降りたが、1941年5月12日、ジェフラを判定で破りタイトルを奪還した。
1941年9月11日、チャーキー・ライトに11回KO負けで王座を失う。

## 通算戦績
108戦61勝（30KO）42敗5引分け